# Pegomya remissa
Pegomya remissa är en tvåvingeart som beskrevs av Huckett 1965. Pegomya remissa ingår i släktet Pegomya och familjen blomsterflugor.
Artens utbredningsområde är Québec. Inga underarter finns listade i Catalogue of Life.